# Santo Estêvão (Tavira)
Santo Estêvão ist ein Ort und eine ehemalige Gemeinde (Freguesia) im portugiesischen Kreis Tavira. Die Gemeinde hatte 1171 Einwohner (Stand 30. Juni 2011).
Mit der Gebietsreform am 29. September 2013 wurden die Gemeinden Santo Estêvão und Luz de Tavira zur neuen Gemeinde União das Freguesias de Luz de Tavira e Santo Estêvão zusammengeschlossen.